# Nucor
Nucor Corporation — американская сталелитейная компания, крупнейшая в США и 11-я в мире на 2017 год.
В списке крупнейших публичных компаний мира Forbes Global 2000 за 2018 год Nucor заняла 615-е место.

## История
История компании восходит к основанной в 1904 году Рэнсомом Илаем Олдсом компании по производству автомобилей Reo Motor Car. К 1954 году эта компания оказалась на грани банкротства, выжила лишь её небольшая дочерняя компания по исследованиям в области ядерных технологий, получившая в 1955 году громкое название Ядерная корпорация Америки (Nuclear Corporation of America). Акции новой компании быстро росли, хотя она не осуществляла практически никакой деятельности, кроме покупки небольших компаний в разных отраслях. Одной из этих компаний был производитель стальных балок из Южной Каролины Vulcraft. В 1965 году Ядерная корпорация также оказалась близкой к банкротству и была реорганизована на основе Vulcraft во главе с Кеннетом Иверсоном (F. Kenneth Iverson), в 1966 году штаб-квартира была перенесена в Шарлотт (Северная Каролина). Основной задачей для корпорации он поставил избавится от зависимости от поставщиков стали. На строительство нового сталелитейного комбината с доменной печью у неё не было средств, поэтому был построен мини-завод с дуговой сталеплавильной печью для переплавки металлолома, который начал производство в конце 1970 года. В 1972 году название Nuclear Corporation of America было сокращено до Nucor Corporation. Практика мини-заводов по переплавке металлолома оказалась успешной, к концу 1970-х годов Nucor вошла в двадцатку крупнейших сталелитейных компаний США.
Следующим этапом развития корпорации стало освоение производства металлопроката, для чего в конце 1980-х годов было решено использовать находящуюся на стадии разработки в ФРГ компактную машину по производству полос (compact-strip-production machine). Строительство нового завода в Крофордсвилле (Индиана) началось в 1988 году, в конце 1990 года было начато производство; технология оказалась успешной, производительность была в 4 раза выше, а стоимость на $45 на тонну ниже, чем при использовании традиционного прокатного стана. Второй такой завод был открыт в сентябре 1992 года в Арканзасе, в следующем году корпорацией был открыт ещё один завод в Арканзасе и завод по переработке бразильской железной руды в карбид железа в Тринидаде и Тобаго (годовой производительностью 320 тысяч тонн).
С началом XXI века Nucor Corporation начала расти за счёт поглощений. В 2001 году было сделано первое приобретение за 36 лет, Auburn Steel, в следующем году Birmingham Steel с операциями в штатах Миссисипи и Алабама, в 2004 году — Corus Tuscaloosa, в 2005 году — Fort Howard Steel и Marion Steel, в 2006 году — Connecticut Steel, Verco Decking и Harris Steel, в 2007 году — Magnatrax, в 2008 году — David J. Joseph Company, одну из крупнейших компаний США по сбору и переработке металлолома, в 2012 году — Skyline Steel, в 2014 году — Gallatin Steel Company.

## Деятельность
Основные подразделения:
- стальной прокат — производство и реализация стального листа, стержней и труб; объём продаж в 2017 году составил $14,5 млрд, активы — $9,25 млрд;
- стальная продукция — производство и реализация решёток, арматуры, стальных балок, проволоки и другое; объём продаж в 2017 году составил $4 млрд, активы — $2,74 млрд;
- сырьё — переработка металлолома, добыча природного газа; объём продаж в 2017 году составил $1,74 млрд, активы — $3,4 млрд.

| Год                   | 2003  | 2004  | 2005  | 2006  | 2007  | 2008  | 2009   | 2010  | 2011  | 2012  | 2013  | 2014  | 2015  | 2016  | 2017  |
| --------------------- | ----- | ----- | ----- | ----- | ----- | ----- | ------ | ----- | ----- | ----- | ----- | ----- | ----- | ----- | ----- |
| Оборот                | 6,266 | 11,38 | 12,70 | 14,75 | 16,59 | 23,66 | 11,19  | 15,84 | 20,02 | 19,43 | 19,05 | 21,11 | 16,44 | 16,21 | 20,25 |
| Чистая прибыль        | 0,065 | 1,118 | 1,317 | 1,757 | 1,472 | 2,145 | -0,237 | 0,206 | 0,861 | 0,593 | 0,594 | 0,779 | 0,193 | 0,900 | 1,381 |
| Активы                | 4,512 | 6,140 | 7,149 | 7,893 | 9,826 | 13,87 | 12,57  | 13,92 | 14,57 | 14,15 | 15,58 | 15,96 | 14,33 | 15,22 | 15,84 |
| Собственный капитал   | 2,371 | 3,481 | 4,312 | 4,857 | 5,113 | 7,929 | 7,391  | 7,120 | 7,475 | 7,642 | 8,018 | 8,110 | 7,478 | 7,880 | 8,739 |
| Сотрудников, тыс.чел. | 9,9   | 10,6  | 11,3  | 11,9  | 18,0  | 21,7  | 20,4   | 20,5  | 20,8  | 22,2  | 22,3  | 23,6  | 23,7  | 23,9  | 25,1  |

## Дочерние компании
Основные дочерние компании и совместные предприятия на конец 2017 года:
- Nucor Steel Auburn, Inc. (Делавэр)
- Nucor Steel Birmingham, Inc. (Делавэр)
- Nucor Steel Decatur, LLC  (Делавэр)
- Nucor Steel Gallatin LLC (Кентукки)
- Nucor Steel Jackson, Inc. (Делавэр)
- Nucor Steel Kankakee, Inc. (Делавэр)
- Nucor Steel Kingman, LLC (Делавэр)
- Nucor Steel Marion, Inc. (Делавэр)
- Nucor Steel Memphis, Inc. (Делавэр)
- Nucor Steel Seattle, Inc. (Делавэр)
- Nucor Steel Tuscaloosa, Inc. (Делавэр)
- Nucor Steel Connecticut, Inc. (Делавэр)
- Nucor-Yamato Steel Company (Делавэр)
- Nu-Iron Unlimited (Тринидад и Тобаго)
- Nucor Castrip Arkansas LLC (Делавэр)
- Harris Steel Inc. (Делавэр)
- Harris U.S. Holdings Inc. (Делавэр)
- Harris Steel ULC (Канада)
- Magnatrax Corporation (Делавэр)
- The David J. Joseph Company (Делавэр)
- Ambassador Steel Corporation (Индиана)
- Nucor Energy Holdings Inc. (Делавэр)
- Skyline Steel, LLC (Делавэр)
- Nucor Steel Louisiana LLC (Делавэр)
- Independence Tube Corporation (Иллинойс)
- Republic Conduit, Inc. (Делавэр)
- Southland Tube, Inc. (Алабама)
- St. Louis Cold Drawn LLC (Делавэр)
- Nucor Steel Sedalia LLC (Делавэр)

## Акционеры
Из 314 млн акций, выпущенных Nucor Corporation, 78,37 % принадлежит институциональным инвесторам; крупнейшие из них на ноябрь 2018 года:
- State Farm Mutual Automobile Insurance Company — 9,7 %;
- The Vanguard Group, Inc. — 9,02 %;
- BlackRock Investment Management (UK) Ltd. — 7,12 %;
- State Street Corporation — 5,54 %;
- Capital World Investors — 2,63 %;
- Clearbridge Investments, LLC — 2,44 %;
- Price T Rowe Associates Inc — 2,29 %;
- Northern Trust — 1,68 %;
- The Bank of New York Mellon — 1,58 %;
- Wells Fargo — 1,53 %;
- Dimensional Fund Advisors — 1,42 %;
- Geode Capital Management, LLC — 1,43 %
- Norges Bank — 1,37 %;
- Royal Bank of Canada — 1,17 %;
- Bank of America — 1,08 %.